# Pos Chikito
Pos Chikito (Papiaments voor "kleine put") is een plaats aan de zuidwestkust van Aruba, gelegen tussen Spaans Lagoen en Savaneta. Het ligt op 12 km afstand van de hoofdstad Oranjestad.
Pos Chikito is een woondorp aan de hoofdweg van Oranjestad naar San Nicolas. In 2010 telde het 5.259 inwoners. Aan de kustzijde ligt een mangrovegebied, koraalriffen en het strand van Mangel Halto. Op het rif van Pos Grandi ligt Isla di Oro, een eiland 150 meter uit de kust waar voorheen een restaurant was gevestigd. Het kustgebied Mangel Halto-Isla de Oro (16 km²) kreeg in 2019 de status van zeereservaat en behoort tot het Marine Park Aruba.

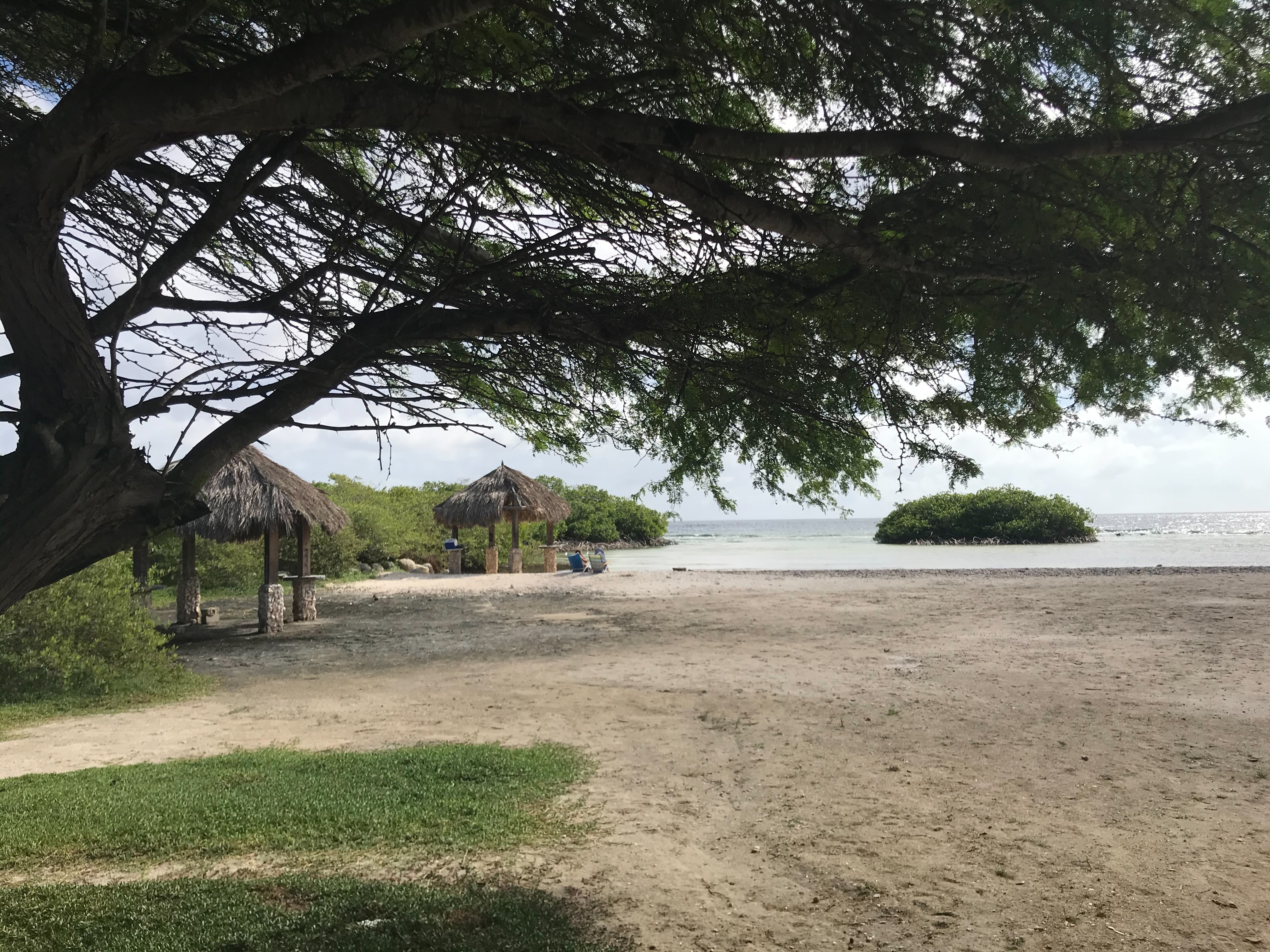
Strand van Mangel Halto

 Pos Chikito is vooral populair voor het beoefenen van de kajak-, zwem-, snorkel- en duiksport. Er bevinden zich tal van kleine appartementencomplexen voor toeristen. Verder is er gevestigd de nationale televisie-omroep TeleAruba, de Kukwisa kleuter- en basisschool en het kindertehuis Casa Cuna.

## Geschiedenis
De plaatsnaam komt van Spaanse kolonisten die zich rond 1500 hier vestigden en hun kleine huisjes bouwden, de Chiquitos. Volgens andere bronnen is de benaming te herleiden uit twee putten die in dit gebied hebben gelegen, zoals is op te maken uit de oudst bekende kaart van Aruba, de kustkaart van 1773 van Engelbertus Horst, kapitein en ingenieur in dienst van de WIC. Op de Werbata-kaart waren deze putten in Papiaments aangegeven: "Pos Chikito" op ca. 400 m ten oosten van Mangel Halto en "Pos Grandi" aan het begin van de wijk Savaneta.